# ヴィクトリアズ・シークレット
ヴィクトリアズ・シークレット(Victoria's Secret)は、米国発のファッションブランド。婦人服、下着、香水、ならびに美容用品などを扱っている。通称“VS”。日本国内においては、販売店や利用者であっても、「ビクトリアシークレット」と表記・発音されることが多い。また「ビクシー」と省略して呼ばれることがある。
アパレルチェーン企業「エル・ブランズ」社の傘下にあり、2013年には北アメリカに総数1045の店舗を展開、年商6403億円で同社の収益の63%を占め、「オールド・ネイビー」や「ギャップ」を凌ぐ基幹部門となっている。
店舗はピンクを基調としたセクシーなデザインで、下着や水着をはじめとする同社の取り扱い商品の多くはセクシー路線を特徴とする。ファッションショーやカタログ通信販売に力を入れており、これらにトップモデルを登場させるスタイルも話題を呼んでいる。

## 来歴
1977年にロイ・レイモンドによって米国・カリフォルニア州のサンフランシスコに設立された。レイモンドは1982年にこの会社をリミテッド・ブランズ（現在のエル・ブランズ）に売却し、その傘下に入った。北アメリカを中心に多くの店舗を有しているものの、主流はカタログ通信販売となっている。
1995年に初のファッションショーを開催、1997年にはミューズ（広告塔）に起用するモデルとの専属契約を開始、「エンジェル」の誕生であった。2004年には若年女子向けブランドラインの「PINK」が発足、2010年にはこの「PINK」の売上高が10億ドルに到達。
2014年には日本に上陸、1号店を羽田空港国際線出国エリアに出店し、2号店を関西国際空港国際線出国エリア本館に出店している。
2020年、エル・ブランズはヴィクトリアズ・シークレットの株式55％を投資会社のシカモア・パートナーズ（英語版）に売却する方針を明らかにしたが、新型コロナウイルス感染症への対応をめぐり、一時は両社が裁判で争う構えを見せていた。同年5月4日、エル・ブランズとシカモア・パートナーズ社はヴィクトリアズ・シークレットの売却を撤回する事で合意した。このブランドは幅広いフレグランスを生産しています。ヴィクトリアズ・シークレットの最も人気のある香水は「ボムシェル」です。

## エンジェル
1995年代から始まったランジェリーのファッションショーが有名で、テレビ放映もされるこのショーをきっかけに出世したモデルは数多く、契約モデルの中でもとりわけ人気の高い人物は「ヴィクトリアズ・シークレット・エンジェルス」として同ブランドのスポークスウーマンを兼任、「スーパーモデル」の地位を約束される。2015年4月にエルザ・ホスク、マーサ・ハントを始めとする10人のエンジェル入りが発表された。エンジェル達は常に完璧な身体を保ちショーに臨んでいたが、2010年代に入るとショーへの批判も高まり、2018年にはテレビ視聴率も低迷。2019年にはマーケティング戦略を変更するとしてショーの打ち切りが決定した。2024年にショーは再開された。

### 現行
- キャンディス・スワンポール – (2009–)
- ベハティ・プリンスルー - (2009-)
- リリー・オルドリッジ - (2010-)
- エルザ・ホスク - (2015-)
- サラ・サンパイオ - (2015-)
- ジャスミン・トゥークス - (2015-)
- ステラ・マックスウェル - (2015-)
- テイラー・ヒル - (2015-)
- マーサ・ハント - (2015-)
- ライス・リベイロ - (2015-)
- ロミー・ストリド  - (2015-)
- ジョセフィーヌ・スクリバー  - (2016-)
- バルバラ・パルヴィン  - (2019-)

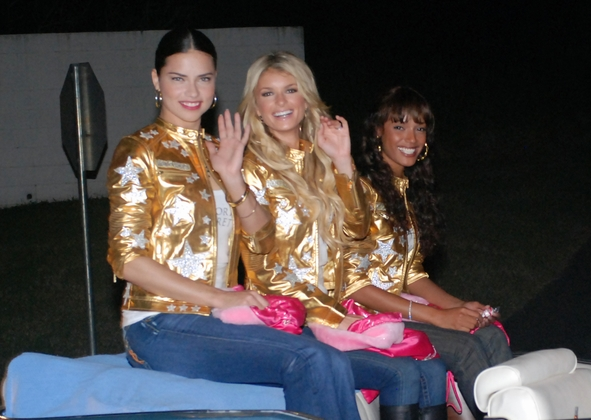
錚々たる「エンジェル」のなかでも抜群の人気を誇ってきたアドリアナ・リマ（左）、ならびに同じく「エンジェル」を担ってきたマリサ・ミラー（中）とセリタ・エバンクス（右）

### 過去
- ヘレナ・クリステンセン – (1997-1998)
- カレン・マルダー – (1997-2000)
- ダニエラ・ペストヴァ – (1997-2002)
- ステファニー・シーモア – (1997-2000)
- レティシア・カスタ – (1998–2000)
- イネス・リベロ – (1998)
- タイラ・バンクス – (1998–2005)[16]
- ジゼル・ブンチェン – (2000–2007)[17]
- イザベル・グラール – (2005–2008)
- カロリナ・クルコヴァ – (2005–2008)[18]
- セリタ・エバンクス – (2005–2009)
- ハイジ・クラム – (1999–2010)[19]
- マリサ・ミラー – (2007–2010)
- エマニュエラ・デ・パウラ - (2010-2012)
- シャネル・イマン - (2010-2012)
- ロージー・ハンティントン＝ホワイトリー – (2010–2011)[20]
- エリン・ヘザートン - (2010-2013)
- ミランダ・カー - (2007–2013)
- ドウツェン・クロース – (2008–2015)[21]
- カーリー・クロス - (2013-2015)
- リンジー・エリンソン - (2009-2014)
- アレッサンドラ・アンブロジオ-(2004-2017)
- アドリアナ・リマ – (2000–2018)

## 批判と論争
2019年以降、組織内で女性蔑視によるセクシャルハラスメントと性的虐待が蔓延していることが報告された。また、人種差別、文化の盗用、トランスフォビアなどの問題も提起されている。